# Barbata
Barbata [baɾˈbaːta] (Barbàda [baɾˈbada] in dialetto bergamasco) è un comune italiano di 682 abitanti della provincia di Bergamo in Lombardia. Situato nella pianura sud-orientale, dista circa 31 chilometri a sud dal capoluogo orobico.

## Storia

### L'antichità
I primi insediamenti che interessarono il territorio di Barbata furono quelli di alcune piccole tribù del popolo dei Liguri, seguiti dagli Etruschi prima e dai Galli Cenomani poi. Tuttavia in tal senso non esistono ritrovamenti che diano la certezza di queste origini, che vengono dedotte dalla storia dei vicini paesi, interessati da sempre dagli stessi flussi migratori.
La prima vera opera di urbanizzazione fu invece opera dei Romani, che vi istituirono diversi presidi militari, come si può evincere dalla vicinanza con un importante crocevia di strade che, collegando gli estremi della pianura padana, rendeva la zona particolarmente importante sia dal punto di vista militare che da quello dei trasporti.

### Il Medioevo
Si succedettero quindi le dominazioni dei Longobardi e dei Franchi. A questo periodo risale il primo documento scritto che attesta l'esistenza del toponimo Barbata: risalente all'anno 875, cita che i diritti sulla curte de Barbada venivano confermati da Lotario I al monastero bresciano di Santa Giulia. Tale concessione venne confermata per un secolo, come riportato da un atto del 950.
In quegli anni cominciarono a verificarsi scontri fratricidi tra le diverse anime della popolazione: quella guelfa e quella ghibellina.
Già nel IX secolo infatti il borgo era circondato da una fortificazione, che venne progressivamente ampliata tra il XIV ed il XV secolo: oggi sono visibili solo alcune tracce della torre d'ingresso e della merlatura del fortilizio originario, che venne inglobato in un cascinale.

### L'Età moderna
Dopo una breve parentesi comunale il potere finì nelle mani dei Visconti, importante famiglia di Milano, mentre nel XV secolo passò nelle mani della Repubblica di Venezia, che compì numerosi interventi volti al miglioramento delle condizioni sociali e lavorative, dissodando terreni e costruendo canali per l'irrigazione. Da allora il paese ha mantenuto una forte connotazione e tradizione rurale, con l'agricoltura attività predominante.
Tuttavia in questi anni il paese, come gran parte dei borghi posti nelle vicinanze del confine, dovette subire le scorrerie dei milanesi che, sotto gli Sforza, erano intenzionati a riprendersi questi territori. Quando gli sforzi dei meneghini ebbero successo il paese, già appartenente alla diocesi di Cremona, fu incluso nel contado di Cremona.

### L'Eta contemporanea
Fu Napoleone a decidere l'attuale collocazione del comune nella Bergamasca.
Soltanto nel corso del XX secolo il paese ha visto un sostanziale cambiamento della vita lavorativa: all'agricoltura sono subentrati l'industria ed il terziario, relegando il lavoro nei campi a parte minoritaria.

### Simboli
Lo stemma e il gonfalone sono stati concessi con decreto del presidente della Repubblica del 30 agosto 2000.
Lo stemma riporta i colori del capoluogo Bergamo; la mucca allude ai pascoli e agli allevamenti bovini che caratterizzano ancora oggi l'economia della zona.
Il gonfalone è un drappo partito di rosso e di giallo.

## Monumenti e luoghi d'interesse

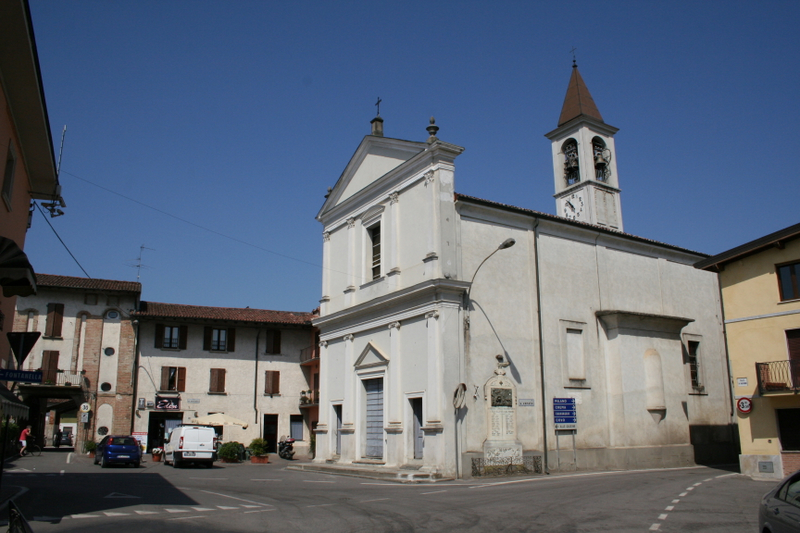
La Chiesa Parrocchiale

Il paese presenta una grande quantità di cascine in aperta campagna (su tutte la cascina Casaleggi) che stanno a ricordare l'anima rurale del borgo, nelle quali sono ancora presenti segni della vita di un tempo.
Si può inoltre visitare anche la chiesa parrocchiale, dei santi Pietro e Paolo. Di origine antichissima (si pensa che il nucleo originario sia addirittura antecedente l'anno 1000) è stata più volte ristrutturata, ma conserva ancora parte delle caratteristiche con cui venne edificata.

## Società

### Evoluzione demografica
Abitanti censiti

## Amministrazione
| Periodo        | Periodo        | Primo cittadino     | Partito      | Carica  | Note  |
| -------------- | -------------- | ------------------- | ------------ | ------- | ----- |
| 14 giugno 2004 | 8 giugno 2009  | Aurelio Fratus      | Lista civica | Sindaco | [ 7 ] |
| 8 giugno 2009  | 26 maggio 2014 | Aurelio Fratus      | Lista civica | Sindaco | [ 8 ] |
| 26 maggio 2014 | 27 maggio 2019 | Vincenzo Trapattoni | Lista civica | Sindaco | [ 9 ] |
| 27 maggio 2019 | 10 giugno 2024 | Vincenzo Trapattoni | Lista civica | Sindaco |       |
| 10 giugno 2024 | in carica      | Vincenzo Trapattoni | Lista civica | Sindaco |       |